# Urraca I de Leão
Urraca I de Leão e da Galiza, chamada de Urraca, A Temerária (Leão, 1080 – Saldaña, 8 de março de 1126), foi rainha de Leão e da Galiza. Assumiu o trono com a morte do pai, em 30 de junho de 1109, até 8 de março de 1126. Era filha de Afonso VI de Leão e de sua segunda esposa, Constança da Borgonha.

## Biografia

### Vida pessoal
Urraca nasceu em Burgos. Era a filha mais velha do rei Afonso VI e sua segunda esposa Constança da Borgonha. Dessa forma, ela era a herdeira do trono dos reinos de Leão e da Galiza até 1107, quando seu pai reconheceu seu filho ilegítimo, Sancho, como herdeiro.
O lugar de Urraca na linha de sucessão tornou-a foco de políticas dinásticas e ela se tornou noiva ainda criança aos oito anos de idade, em 1087, de Raimundo da Borgonha. Há divergências entre historiadores se Urraca e Raimundo estavam casados ou noivos, já que em documentos oficiais, Raimundo aparece como genro de Afonso VI, algo que só poderia ser mencionado se eles já fossem casados. Há dúvidas se o casamento foi consumado antes de Urraca ter 13 anos. Sua gravidez aos 14 anos sugere que ele foi consumado por volta dessa época.
O casamento com Raimundo era parte da estratégia diplomática de Afonso VI de atrair alianças além dos Pirenéus. Urraca deu à luz duas crianças: uma filha, Sancha Raimúndez e um filho, Alfonso Raimúndez, que se tornaria Afonso VII. Raimundo faleceu em 1107, deixando-a viúva com dois filhos.
Urraca tornar-se-ia novamente herdeira do trono com a morte de seu irmão, Sancho, na Batalha de Uclés, em 1108. Afonso VI reuniu os nobres do reino em Toledo e anunciou que sua filha era a escolhida para sucedê-lo no trono. Os nobres concordaram com a indicação, mas exigiram que ela se casasse novamente. Vários candidatos apareceram quase que imediatamente, incluindo os condes Gómez González e Pedro Gonçalves de Lara. Afonso VI temia que as rivalidades entre os nobres de Leão e Castela se acentuassem se ela se casasse com algum desses pretendentes, então Urraca foi dada em casamento a Afonso I de Aragão, pavimentando o caminho para uma união de Leão e Castela com Aragão.

### Reinado
As negociações para o casamento ainda estavam ocorrendo quando Afonso VI faleceu em 29 de junho ou 1º de julho de 1109 e Urraca se tornou rainha. Muitos dos conselheiros de Afonso VI e vários magnatas do reino fizeram uma oposição silenciosa ao casamento de Urraca com o Rei de Aragão, por temerem a influência que o rei teria sobre Urraca e a política de Leão.
Mesmo tendo protestado contra o casamento, Urraca cumpriu o desejo do pai e do conselho real e continuou as negociações do casamento, mesmo desconfiando das inúmeras demandas de Afonso I. Apesar da oposição dos conselheiros, a perspectiva do Conde Henrique de preencher qualquer vazio de poder levou-os a prosseguir com o casamento, que aconteceu no início de outubro de 1109 no Castelo de Monzón de Campos, com o major da fortaleza, Pedro Ansúrez, atuando como padrinho de casamento. À medida que os eventos se desenrolavam, esses conselheiros subestimaram a proeza política de Urraca, e mais tarde aconselhou-a a terminar o casamento.
O casamento quase que imediatamente fez eclodir rebeliões por toda a Galiza. Nobres galegos temiam que sua influência no Reino de Leão pudesse ser diminuída em favor de Afonso I e os nobres aragoneses. Uma facção se formou a partir de clérigos franceses, cuja influência política cresceu durante o primeiro casamento de Urraca, temendo agora perder seus privilégios.
Uma segunda facção se formou com nobres galegos, que disputavam influência em ambas as cortes. Temia que o centro de poder pudesse se deslocar se o casamento fosse consumado. As facções foram articuladas por sua meia-irmã ilegítima, Teresa de Leão, condessa de Portugal, esposa do Conde Henrique. Ambos acreditavam que o casamento poderia ameaçar a posição de Alfonso Raimúndez como herdeiro, fruto de seu primeiro casamento. Assim, um dos primeiros atos dos recém-casados foi de assinar um pacto onde os monarcas garantiam soberania sobre seus próprios reinos, declarando seus futuros filhos herdeiros e, no caso de essa união não ter frutos, o cônjuge que vivesse mais sucederia o outro no trono.

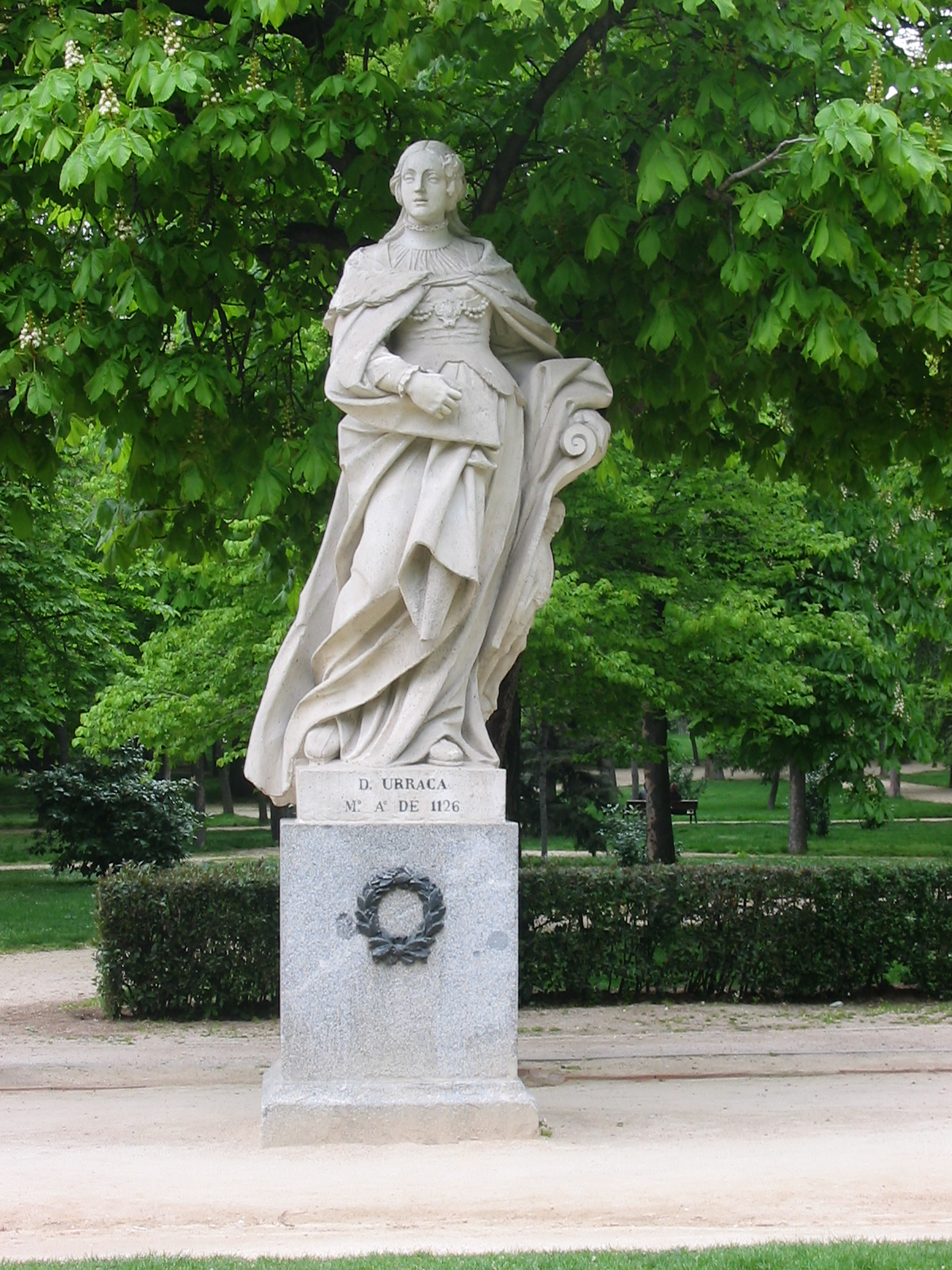
Estátua de Urraca em Madrid, por Juan Pascual de Mena.

A facção galeca se dividiu: uma liderada por Diego Gelmires, arcebispo de Santiago de Compostela, que defendia a posição de Alfonso Raimúndez como sucessor do trono e outra liderada pelo conde Pedro Fróilaz de Traba, tudo do jovem príncipe, inclinado a concluir a independência da Galiza com o reinado de Afonso. Um terceiro grupo de oposição ao casamento real se formou na corte, liderada pelo conde Gómez González, cuja motivação contra Urraca e Afonso I de Aragão era movida pelo medo de perder poder, sensação logo confirmada quando Afonso I apontou nobres de Aragão e Navarra para postos importantes no reino e como guardiães de fortalezas.
Da Galiza, o Conde de Traba fez um movimento agressivo contra os monarcas ao reclamar os direitos hereditários de Alfonso Raimúndez. Em resposta à rebelião galega, Afonso I marchou com seu exército sobre a Galiza e em 1110 restabeleceu a ordem após derrotar as forças locais no Castelo de Monterroso. A rebelião galega contra o poder real foi apenas o começo de uma série de conflitos políticos e militares que, com as personalidades opostas de Urraca e Alfonso I e sua aversão mútua, deram origem à uma guerra civil contínua nos reinos hispânicos nos anos seguintes.
O relacionamento íntimo dos monarcas era muito ruim. Urraca acusou Afonso I de violência doméstica e abuso e se separou dele em 1110. Além de suas objeções ao manejo de Alfonso com os rebeldes, o casal teve um grande discordância sobre a execução de alguns deles que se submeteram à rainha contando com sua misericórdia. Além disso, muitos nobres e magnatas se opunham à figura de Afonso, logo um futuro herdeiro da rainha se tornou um assunto político de grande importância.
O estranhamento entre marido e mulher aumentou e logo hostilidades discretas passar a hostilidades abertas, seguindo para uma guerra armada entre leoneses e aragoneses. Uma aliança entre Alfonso de Aragão e Conde Henrique de Portugal culminou na Batalha de Candespina, em 1111, na qual o amante de Urraca e principal apoiante Gómez González foi morto. Ele foi logo substituído em ambos os papéis por outro conde, Pedro González de Lara, que assumiu a luta e a paternidade dos dois filhos de Urraca. No outono de 1112, uma trégua foi negociada entre Urraca e Alfonso com a anulação de seu casamento. Embora Urraca recuperasse as Astúrias, Leão e Galiza, Afonso I ainda ocupava uma área significativa de Castela (onde Urraca gozava de grande apoio), enquanto sua meia-irmã Teresa e seu marido Conde Henrique ocupavam Samora e Extremadura. Recuperar essas regiões e expandir-se para terras muçulmanas ocuparia boa parte da política externa de Urraca.
Historiadores alegam que o sucesso do reinado de Urraca estava em sua habilidade de restaurar e proteger a integridade de sua herança, ou seja, o reino de seu pai, e transmiti-la para seu herdeiro. Os desafios de sua sucessão ocorreram principalmente pelas políticas de Afonso VI, como seu casamento com Afonso I e a indicação de Sancho como herdeiro, dando oportunidade de Teresa reivindicar para seu próprio filho.

### Caráter
Segundo a história espanhola, Urraca é normalmente descrita como alguém prudente, modesta e de bom senso. Alguns de seus oposicionistas atribuíam ao fato de ser mulher uma fraqueza e perversidade que eles, geralmente, atribuíam às mulheres. Era conhecida por seu charme e intelecto e por sempre tentar a diplomacia antes das armas.

## Morte e legado
Entre todas as mulheres da época e de sua idade, Urraca era notável por manter a união de seu reino e governar com pleno direito, sempre usando de diplomacia e influência. Isso pavimentou o caminho para a ascensão ao trono de seu filho, Afonso VII.
Urraca faleceu em 8 de março de 1126, durante o parto, uma causa de morte entre mulheres muito comum na época, mesmo com a idade de 46 anos, onde gestações não são tão comuns.

## Origens familiares

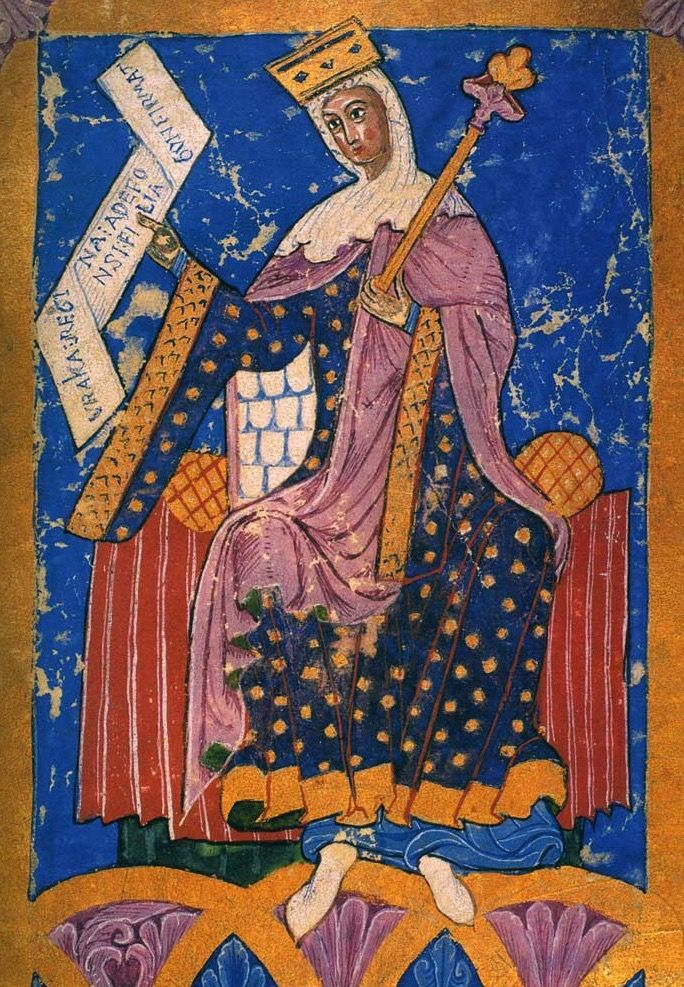
Miniatura medieval que representa a rainha Urraca I de Leão

Filha de Afonso VI e da rainha Constança da Borgonha, por parte paterna eram seus avós os reis Fernando I de Leão, rei de Leão e conde de Castela, e de sua esposa Sancha de Leão, filha de Afonso V de Leão. Por parte materna eram seus avós o duque Roberto I de Borgonha, filho de Roberto II de França, que era o segundo monarca francês da dinastia dos Capetos, e de sua esposa Hélie de Samur.

## Condessa da Galiza
O nascimento do seu meio irmão Sancho em 1093 a afastou da linha sucessória ao trono de seu pai. Em 1090, Urraca casou-se com Raimundo de Borgonha, um nobre francês que chegou a Leão após a Batalha de Sagrajas respondendo ao chamamento que Afonso VI realizou à cristandade europeia com a intenção de organizar uma cruzada contra os Almorávidas que assolavam os seus reinos.
Em 1095, a raiz do matrimônio de outra das filhas de Afonso VI, Teresa de Leão, com Henrique de Borgonha, o monarca atribuiu o Condado da Galiza  a Urraca e Raimundo, e a Henrique o condado Portucalense, que compreendia as terras entre os rios Douro e Minho, que correspondia como dote a Teresa e Henrique e que com o tempo daria lugar ao reino independente de Portugal.

## Matrimônios e descendência
Casou com Raimundo de Borgonha (m. 24 de maio de 1107), filho de Guilherme I, conde da Borgonha e de Estefânia da Borgonha, filha de Adalberto da Lorena e de Clemência de Foix, de quem teve:
1. Afonso VII de Leão e Castela (Caldas de Reis, 1 de março de 1105 – Viso del Marqués, 21 de agosto de 1157).
2. Sancha Raimundes (c. 1095 — 30 de fevereiro de 1159).

Teve relações amorosas com Pedro Gonçalves de Lara, conde e senhor da Casa de Lara, filho de Gonçalo Nunes I de Lara, de quem teve pelo menos dois filhos.